# Échafaudeur
Le métier d'échafaudeur est un métier du bâtiment et des travaux publics qui consiste à établir et dresser des échafaudages en bois, métal, acier ou aluminium pour peindre, bâtir, ou quelque chose de semblable. L'échafaudeur assemble et dresse ces pièces à la verticale et l'horizontale.

## Techniques de montage
L'échafaudeur monte les échafaudages suivant des techniques diverses et variées :
- l'échafaudage fixe ;
- l'échafaudage tubulaire ;
- l'échafaudage multidirectionnel ;
- l'échafaudage de maçon ;
- l'échafaudage de façade.

## Qualités
Ce métier nécessite force et sens de l'équilibre, notamment pour les travaux de grandes hauteurs.

## Formation
- Diplômes : Formation Complémentaire d’Initiative Locale (FCIL) ou monteur d’échafaudage.

Mentions complémentaires (MC) échafaudeur.
- Certificats de qualification professionnelle : Monteur d’échafaudage ou Monteur de plateformes suspendues.

## Métier technique et réglementé
Ce métier nécessite un apprentissage, une formation technique rigoureuse, notamment les calculs de descente des charges pour les structures de grandes hauteurs. C'est un métier qui doit être fait avec le plus grand sérieux, car la sécurité des ouvriers œuvrant sur les échafaudages réalisés, pourrait être en danger en cas de non-respect des règlementations techniques en vigueur : amarrage, fixation, flambage, goupillage et vérification de tous les éléments de sécurité.